# 1928
1928. је била преступна година.

## Догађаји

### Фебруар
- 11—19. фебруар — Одржане 2. Зимске олимпијске игре 1928. у Санкт Морицу.

### Март
- 12. март — Након пуцања бране „Ст. Френсис“, око 60 km северно од Лос Анђелеса, у води која је преплавила долину утопило се најмање 450 људи.

### Април
- 9. април — У Турској, након реформи Кемала Ататурка, ислам је престао да буде државна религија.

### Јун
- 9. јун — Енглески микробиолог Александер Флеминг је пронашао пеницилин.
- 20. јун — Пуниша Рачић је у атентату у Народној скупштини убио двојицу посланика ХСС, смртно ранио Стјепана Радића и ранио још тројицу посланика ХСС.

### Август
- 27. август — У Паризу је потписан Брајан-Келогов пакт којим су се земље потписнице одрекле рата као средства националне политике и решавања међудржавних сукоба и обавезале да ће спорна питања решавати мирним путем.

### Септембар
- 1. септембар — Ахмет Зогу је прогласио Албанију за краљевину, а себе за краља.
- 25. септембар — Завршен је шаховски турнир у Бад Кисингену победом Ефима Богољубова.
- 28. септембар — Шкотски биолог Александер Флеминг је открио пеницилин када је открио да ова гљива убија бактерије у својој лабораторији.

### Новембар
- 6. новембар — Председнички избори у САД: Републиканац Херберт Хувер побеђује противкандидата Демократске странке, Ала Смита.
- 6. -12. новембар — Четврти конгрес Комунистичке партије Југославије одржан у Дрездену потврдио је право „угњетених народа“ на самоопредељење и донео одлуку о стварању независних држава – Хрватске, Црне Горе, Македоније и Словеније, док би мађарски и албански народ имали право да се одвоје, јер је закључено да је Краљевину Југославију анектирала српска буржоазија.

## Рођења

### Јануар
- 12. јануар — Рут Браун, америчка музичарка и глумица (прем. 2006)
- 23. јануар — Жана Моро, француска глумица, певачица, сценаристкиња и редитељка (прем. 2017)
- 24. јануар — Дезмонд Морис, британски зоолог, етолог, сликар и писац популарних антрополошких књига
- 26. јануар — Живојин Миленковић, српски глумац (прем. 2008)

### Фебруар
- 3. фебруар — Новак Новак, српски новинар, хумориста, сценариста и писац (прем. 1995)
- 9. фебруар — Ринус Михелс, холандски фудбалски тренер и фудбалер (прем. 2005)
- 22. фебруар — Пол Дули, амерички глумац и комичар
- 26. фебруар — Фетс Домино, амерички музичар (прем. 2017)
- 27. фебруар — Аријел Шарон, израелски генерал и политичар, 11. премијер Израела (прем. 2014)
- 29. фебруар — Џос Екланд, енглески глумац (прем. 2023)

### Март
- 3. март — Александар Гец, српски кошаркаш и кошаркашки тренер (прем. 2008)
- 17. март — Јунис Гејсон, енглеска глумица (прем. 2018)

### Април
- 2. април — Серж Гензбур, француски музичар, композитор, песник, сликар, сценариста, писац, глумац и редитељ († 1991)
- 7. април — Џејмс Гарнер, амерички глумац и продуцент (прем. 2014)
- 7. април — Алан Џеј Пакула, амерички редитељ, сценариста и продуцент (прем. 1998)
- 12. април — Харди Кригер, немачки глумац (прем. 2022)
- 23. април — Ширли Темпл, америчка глумица, певачица, плесачица и дипломаткиња (прем. 2014)

### Maj
- 4. мај — Хосни Мубарак, египатски политичар, 4. председник Египта (прем. 2020)
- 9. мај — Панчо Гонзалес, амерички тенисер (прем. 1995)
- 15. мај — Светомир Арсић Басара, српски вајар и писац (прем. 2024)

### Јун
- 5. јун — Срђан Калембер, српски кошаркаш и кошаркашки тренер (прем. 2016)
- 6. јун — Ксенија Јовановић, српска глумица (прем. 2012)
- 14. јун — Че Гевара, аргентински марксистички револуционар, лекар, писац, герилски вођа, дипломата и војни теоретичар (прем. 1967)
- 20. јун — Мартин Ландау, амерички глумац, учитељ глуме и продуцент (прем. 2017)

### Јул
- 4. јул — Ђампјеро Бониперти, италијански фудбалер (прем. 2021)
- 9. јул — Федерико Бамонтес, шпански бициклиста (прем. 2023)
- 14. јул — Ненси Олсон, америчка глумица
- 24. јул — Иван Штраус, босанскохерцеговачки архитекта (прем. 2018)
- 26. јул — Стенли Кјубрик, амерички редитељ, сценариста, продуцент и фотограф (прем. 1999)

### Август
- 9. август — Боб Кузи, амерички кошаркаш
- 16. август — Ен Блајт, америчка глумица и певачица
- 31. август — Џејмс Коберн, амерички глумац (прем. 2002)

### Септембар
- 15. септембар — Хенри Силва, амерички глумац (прем. 2022)
- 17. септембар — Роди Макдауал, енглеско-амерички глумац, редитељ, продуцент и фотограф (прем. 1998)
- 25. септембар — Харолд Бекер, амерички редитељ, продуцент и фотограф

### Октобар
- 19. октобар — Борисав Јовић, српски и југословенски политичар и писац, председник Председништва СФРЈ (1990—1991) (прем. 2021)
- 25. октобар — Ентони Франсиоза, амерички глумац (прем. 2006)
- 27. октобар — Милка Бабовић, југословенска атлетичарка, новинарка и спортска коментаторка (прем. 2020)

### Новембар
- 2. новембар — Владимир Беара, југословенски фудбалски голман и фудбалски тренер (прем. 2014)
- 9. новембар — Ен Секстон, америчка песникиња (прем. 1974)
- 10. новембар — Енио Мориконе, италијански композитор и диригент (прем. 2020)
- 16. новембар — Клу Гулагер, амерички глумац (прем. 2022)
- 17. новембар — Звонко Лепетић, хрватски глумац (прем. 1991)
- 17. новембар — Миодраг Поповић Деба, српски глумац (прем. 2005)

### Децембар
- 16. децембар — Филип К. Дик, амерички писац, најпознатији по делима научнофантастичног жанра (прем. 1982)
- 29. децембар — Даница Аћимац, српска глумица (прем. 2009)

## Смрти

### Јун
- 18. јун — Роалд Амундсен, норвешки истраживач. (* 1872)

### Јул
- 17. јул — Светолик Радовановић, српски геолог, члан САНУ, професор Универзитета у Београду и први министар привреде у Србији. (*1863)

### Август
- 3. август — Јован Авакумовић, српски политичар и правник (* 1841)
- 8. август — Стјепан Радић, хрватски политичар

### Новембар
- 26. новембар — Рајнхард Шер, немачки адмирал

### Децембар
- 21. децембар — Луиђи Кадорна, италијански фелдмаршал

## Нобелове награде
- Физика — Овен Виланс Ричардсон
- Хемија — Адолф Ото Рајнхолд Виндаус
- Медицина — Шарл Жил Анри Никол
- Књижевност — Сигри Унсет
- Мир — Награда није додељена
- Економија — Награда у овој области почела је да се додељује 1969. године